# Tipoy
Tipoy (eller tipoi, mandi på guarani) är den spanska benämningen på ett traditionellt klädesplagg som bärs av bland annat ursprungsfolk i Sydamerika, i synnerhet guaranikvinnor. Det är en ärmlös tunika som kan liknas vid ett nattlinne, klänning eller kjol som kan vara såväl kort som lång. Framförallt förknippas den med Gran Chaco-området i Bolivia, Paraguay och Argentina men det återfinns även i Amazonas. Plagget lär ha sitt ursprung på Kanarieöarna och spreds till Sydamerika genom den spanska koloniseringen. 